# Nghiên cứu môi trường
Nghiên cứu môi trường (Environmental studies) là một lĩnh vực học thuật đa ngành, nghiên cứu một cách có hệ thống sự tương tác của con người với môi trường. Nghiên cứu Môi trường liên hệ các nguyên lý từ khoa học vật lý, thương mại/kinh tế và khoa học xã hội để giải quyết các vấn đề môi trường đương đại phức tạp. Đây là lĩnh vực nghiên cứu rộng lớn bao gồm môi trường tự nhiên, môi trường nhân tạo và mối quan hệ giữa chúng. Lĩnh vực này bao gồm nghiên cứu về các nguyên tắc cơ bản của sinh thái học và khoa học môi trường, cũng như các môn học liên quan như đạo đức, địa lý, nhân chủng học, chính sách, chính trị, quy hoạch đô thị, luật pháp, kinh tế, triết học, xã hội học và công bằng xã hội, quy hoạch, kiểm soát ô nhiễm và quản lý tài nguyên thiên nhiên. Có nhiều chương trình cấp bằng Nghiên cứu Môi trường bao gồm bằng Thạc sĩ và Cử nhân. Các chương trình cấp bằng Nghiên cứu Môi trường cung cấp một loạt các kỹ năng và công cụ phân tích cần thiết để đối mặt với các vấn đề môi trường mà thế giới đang phải đương đầu. Sinh viên ngành Nghiên cứu Môi trường được trang bị các công cụ trí tuệ và phương pháp để hiểu và giải quyết các vấn đề cốt yếu của môi trường và ảnh hưởng của những cá thể, xã hội và hành tinh.

## Lịch sử
Đại học Lâm nghiệp bang New York tại Đại học Syracuse đã thêm bằng Cử nhân Khoa học tự nhiên về Nghiên cứu Môi trường vào những năm 1950, lần trao bằng đầu tiên vào năm 1956. Đại học Middlebury thành lập chuyên ngành này vào năm 1965.
Hiệp hội Nghiên cứu Môi trường Canada (ESAC) được thành lập năm 1993 "để tiếp tục nghiên cứu và giảng dạy các hoạt động trong các lĩnh vực liên quan đến nghiên cứu môi trường ở Canada". Tạp chí của ESAC, A\J: Alternatives Journal được xuất bản lần đầu bởi Robert A. Paehlke vào ngày 4 tháng 7 năm 1971.
Năm 2008, Hiệp hội Nghiên cứu Khoa học và Môi trường (AESS) được thành lập với vai trò như hiệp hội chuyên nghiệp đầu tiên trong lĩnh vực nghiên cứu liên ngành về môi trường tại Hoa Kỳ. Năm 2010, Hội đồng Khoa học và Môi trường Quốc gia (NCSE) đã đồng ý thông tin và hỗ trợ Hiệp hội. Vào tháng 3 năm 2011, tạp chí học thuật của Hiệp hội, Tạp chí Khoa học và Khoa học Môi trường (JESS), đã bắt đầu xuất bản.
Tại Hoa Kỳ, nhiều học sinh trung học có thể lấy Khoa học Môi trường làm khóa học cấp đại học. Hơn 500 trường cao đẳng và đại học ở Hoa Kỳ có chương trình đào tạo và cấp bằng chuyên ngành Nghiên cứu Môi trường.

## Giáo dục
Trên thế giới, chương trình về Nghiên cứu Môi trường có thể được cung cấp bởi các trường cao đẳng nghệ thuật tự do, khoa học đời sống, khoa học xã hội hoặc nông nghiệp. Sinh viên ngành Nghiên cứu Môi trường sử dụng tất cả kiến thức học được từ các ngành khoa học, khoa học xã hội và nhân văn để hiểu rõ hơn những vấn đề môi trường và đưa ra những giải pháp cho những vấn đề môi trường. Sinh viên sẽ nhìn vào cách nhân loại tương tác với thế giới tự nhiên và đưa ra ý tưởng để ngăn chặn sự hủy hoại của tự nhiên.

### Các trường đại học hàng đầu thế giới về ngành Nghiên cứu Môi trường[8]
| 1  | Đại học Stanford                              | Hoa Kỳ               |
| 2  | Đại học Harvard                               | Hoa Kỳ               |
| 3  | Viện Công nghệ Massachusetts (MIT)            | Hoa Kỳ               |
| 4  | Đại học Oxford                                | Vương quốc Anh       |
| 5  | ETH Zurich - Viện Công nghệ liên bang Thụy Sĩ | Thụy Sĩ              |
| 6  | Đại học Cambridge                             | Vương quốc Anh       |
| 7  | Đại học California, Berkeley (UCB)            | Hoa Kỳ               |
| 8  | Viện Đại học Wageningen                       | Hà Lan               |
| 9  | Đại học Hoàng gia Luân Đôn                    | Vương quốc Anh       |
| 10 | Đại học Thanh Hoa                             | Trung Quốc (đại lục) |

#### Kỹ năng có được từ ngành Nghiên cứu Môi trường
Thông qua các khóa học liên ngành, liên kết các kỹ năng khoa học xã hội mạnh mẽ với đào tạo kỹ thuật, sinh viên được đào tạo để phân tích các vấn đề đa diện với một loạt các công cụ và kỹ năng phân tích. Những kỹ năng này bao gồm:
- Một cách tiếp cận toàn cầu
- Tư duy không gian
- Một quan điểm liên ngành
- Hiểu về sự phức tạp của sự tương tác giữa con người và môi trường
- Phương pháp nghiên cứu khoa học xã hội, phân tích chính sách và kỹ năng kỹ thuật
- Kỹ năng giao tiếp bằng văn bản, lời nói và hình ảnh
- Hệ thống thông tin địa lý (GIS) và phần mềm lập bản đồ [9]

#### Lựa chọn nghề nghiệp với Nghiên cứu Môi trường
Có rất nhiều lựa chọn nghề nghiệp trong lĩnh vực Nghiên cứu Môi trường. Một số lựa chọn sau có thể yêu cầu đào tạo bổ sung hoặc chương trình sau đại học. Dưới đây là danh sách gợi ý lựa chọn nghề nghiệp nhưng thực tế sẽ còn nhiều sự lựa chọn hơn đối với ngành này.
- Nhà hoạt động
- Kỹ thuật viên nông nghiệp
- Nhân viên dịch vụ động vật
- Nhà thực vật học
- Nhà phát triển cộng đồng
- Nhà bảo tồn sinh học
- Nhà sinh thái học
- Luật sư môi trường
- Nhà khoa học thực phẩm
- Nhà địa chất
- Chuyên gia về GIS
- Quản lý nhà kính
- Quản lý chất thải nguy hại
- Người tổ chức sức khỏe
- Nhà phát triển quốc tế
- Nhà báo
- Quản lý đất đai
- Người vận động hành lang
- Phóng viên truyền thông
- Tư vấn khai thác
- Quản trị viên phi lợi nhuận
- Nhà hải dương học
- Kiểm lâm viên
- Cố vấn chính trị
- Giáo sư
- Nhà nghiên cứu
- Nhà khoa học đất
- Giám đốc phát triển bền vững
- Giáo viên
- Quy hoạch đô thị
- Thanh tra chất lượng
- Nhà bảo tồn động vật hoang dã [10]

### Đào tạo chuyên ngành Nghiên cứu môi trường tai Việt Nam[11]
Các đại học ở Việt Nam hiện nay chỉ đào tạo ngành Khoa học môi trường (Environmental Science). Trong khi ngành Nghiên cứu môi trường (Environmental studies) cung cấp nhiều kiến thức liên ngành từ khối Khoa học xã hội ví dụ như nhân chủng học, xã hội học, kinh tế, chính sách v.v., thì chương trình của ngành Khoa học môi trường tập trung nhiều hơn vào kiến thức Lý-Hóa-Sinh và Kỹ thuật môi trường. Danh sách sau đây liệt kê các trường đại học Việt Nam có chương trình đào tạo Khoa học môi trường:
| STT | Nơi đào tạo                                          | Khu vực    |
| --- | ---------------------------------------------------- | ---------- |
| 1   | Đại học Khoa học Tự nhiên - Đại học Quốc gia Hà Nội  | Miền Bắc   |
| 2   | Học viện Nông nghiệp Việt Nam                        | Miền Bắc   |
| 3   | Đại học Khoa học - Đại học Thái Nguyên               | Miền Bắc   |
| 4   | Đại học Nông Lâm - Đại học Thái Nguyên               | Miền Bắc   |
| 5   | Đại học Thành Tây                                    | Miền Bắc   |
| 6   | Đại học Vinh                                         | Miền Trung |
| 7   | Đại học Hà Tĩnh                                      | Miền Trung |
| 8   | Đại học Khoa học - Đại học Huế                       | Miền Trung |
| 9   | Đại học Sư phạm - Đại học Đà Nẵng                    | Miền Trung |
| 10  | Đại học Tôn Đức Thắng                                | Miền Nam   |
| 11  | Đại học Công nghiệp TP. HCM                          | Miền Nam   |
| 12  | Đại học Nông Lâm TP. HCM                             | Miền Nam   |
| 13  | Đại học Sài Gòn                                      | Miền Nam   |
| 14  | Đại học Cần Thơ                                      | Miền Nam   |
| 15  | Đại học Dân lập Lạc Hồng                             | Miền Nam   |
| 16  | Đại học Bạc Liêu                                     | Miền Nam   |
| 17  | Đại học Thủ Dầu Một                                  | Miền Nam   |
| 18  | Đại học Đồng Tháp                                    | Miền Nam   |
| 19  | Đại học Khoa học Tự nhiên - Đại học Quốc gia TP. HCM | Miền Nam   |

Đối với Đại học Tài nguyên và Môi trường TP. HCM chưa có chương trình đào tạo đối với ngành Khoa học môi trường (Environmental Science). Đại học Tài nguyên và Môi trường Hà Nội chỉ đào tạo ngành Khoa học môi trường ở hệ sau đại học (Thạc sĩ và Tiến sĩ). Cả hai trường này đều trực thuộc Bộ Tài nguyên và Môi trường.